# Antizionismus
Antizionismus ist ein Sammelbegriff für gegen (griechisch antí) den Zionismus gerichtete politische Ideologien. Seit der Gründung des Staates Israel 1948 richten diese sich als Antiisraelismus gegen den jüdischen Staat. Antizionismus wird sowohl säkular als auch religiös begründet und findet sich im gesamten politischen Spektrum. Nach Einschätzung einer Reihe von Wissenschaftlern bestehen häufig Zusammenhänge mit dem Antisemitismus, aber die genaue Art der Beziehung zwischen den beiden Konzepten wird in der wissenschaftlichen Gemeinschaft heftig diskutiert.

## Verhältnis zum Antisemitismus
Die Beziehung zwischen Antizionismus und Antisemitismus ist umstritten. Diese Debatten spiegeln teilweise die anhaltende Diskussion über die Arbeitsdefinition von Antisemitismus wider, die 2016 von der International Holocaust Remembrance Alliance angenommen und von mehreren Regierungen und internationalen Organisationen wie der Europäischen Union übernommen wurde. Viele deutsche Politikwissenschaftler und Experten, aber auch nichtdeutsche Fachleute stimmen der Arbeitsdefinition zu. Nach ihrer Ansicht lässt Antizionismus sich nur schwer von Antisemitismus unterscheiden.

### Standpunkt 1: Es gibt eine Verbindung zwischen Antizionismus und Antisemitismus
Nach dieser Position tarnt sich Antisemitismus häufig als Antizionismus oder „Israelkritik“. Besonders in der arabischen Welt werde beides oft auch miteinander verbunden. Ein bekannter Test, um legitime Kritik an der Politik des Staates Israel von Judenfeindlichkeit zu unterscheiden, ist der 3-D-Test für Antisemitismus: Wenn Aussagen Israel dämonisieren, delegitimieren oder doppelte Standards anlegen, dann sind diese antisemitisch.
Politikwissenschaftler wie Martin Kloke und Armin Pfahl-Traughber definieren Antizionismus als „grundsätzliche Leugnung des Rechts von Juden auf nationale Selbstbestimmung in Israel/Palästina“. Er fordere im engeren Sinn die Auflösung des Staates Israel, im weiteren Sinn übe er fundamentale Kritik an dessen Außen- und Innenpolitik. Dies müsse nicht zwingend mit Antisemitismus einhergehen, jedoch könne dahinter „ein latenter Antisemitismus stehen“. Antisemitismus und Antizionismus könne man daher nicht pauschal gleichsetzen, gleichwohl bestünden „hohe Anteile von Schnittmengen.“
Die Autorin Noa Tishby schreibt, dass der Antizionismus, „so gutartig er von einigen Aktivisten auch dargestellt“ werde, „sich nur gegen eine einzige Nation auf der Welt“ richte. Antizionisten negierten „das Existenzrecht dieser einen Nation“ und täten „dies mit einer flammenden Vehemenz und [...] Selbstgerechtigkeit“. Sie kommt zu dem Schluss, dass der Antizionismus lediglich eine „politisch korrekte Version des Antisemitismus“ darstelle.
Nach dem Soziologen und Kulturwissenschaftler Peter Ullrich stellt Antizionismus „einen zentralen Artikulationskontext von Antisemitismus dar“. Nach Umfragen seien „antijüdische und antiisraelische Semantiken für viele Befragte miteinander verflochten“.
Robert S. Wistrich, ein Antisemitismusforscher, sieht Antizionismus als historisches Erbe früherer Formen des Antisemitismus und kleinsten gemeinsamen Nenner zwischen verschiedenen gesellschaftlichen Gruppen:

„Antizionismus ist nicht nur der historische Erbe früherer Formen des Antisemitismus. Heute ist er auch der kleinste gemeinsame Nenner und die Brücke zwischen der Linken, der Rechten und den militanten Muslimen; zwischen den Eliten (einschließlich der Medien) und den Massen; zwischen den Kirchen und den Moscheen; zwischen einem zunehmend antiamerikanischen Europa und einem endemisch anti-westlichen arabisch-muslimischen Nahen Osten; ein Konvergenzpunkt zwischen Konservativen und Radikalen und ein Bindeglied zwischen Vätern und Söhnen.“

Georg M. Hafner schreibt: „Der moderne Antisemit schlüpft in das Gewand des Antizionisten und stellt sich dumm.“
Der Historiker Walter Laqueur sieht „keine klare Grenze zwischen Antisemitismus und Antizionismus“.
Dem Kirchenhistoriker Franklin H. Littell zufolge ist Antizionismus ein „neues Code-Wort für Antisemitismus bei Kommunisten, Propagandisten der Arabischen Liga, Anhängern der ‚Neuen Linken‘ oder liberalen Protestanten“.
Nach Ansicht des Antisemitismusforschers Wolfgang Benz hat sich als „besondere Form von Antisemitismus […] aus solcher Israelkritik auf dem Boden des Antizionismus ein Surrogat der Judenfeindschaft etabliert, das eine eigene Funktion hat, nämlich Nebenwege zu öffnen, auf denen mit scheinbar rationalen Argumenten Abneigung oder Feindschaft gegen Juden transportiert und agiert werden kann“.
Für die Soziologin Julia Bernstein haben sich mit dem Israelbezug „die tradierten antisemitischen Feindbilder den sozialen Bedingungen der Kommunikation und Akzeptanz des Antisemitismus nach dem Holocaust angepasst“. Dieser Antisemitismus werde als „Israelkritik“ legitimiert. Zudem hob sie die Kontinuität und die Persistenz des Feindbildes Israel oder Zion hervor: Bereits im Antijudaismus seien Juden „als das Volk Israel dämonisiert“ worden und auch im rassistischen Antisemitismus seien sie „unter dem Feindbild Israel subsumiert“ worden.
Laut dem Sozialwissenschaftler Samuel Salzborn hassen Antisemiten Israel „in einer verdoppelten antisemitischen Projektion: als jüdischen Staat und als Inbegriff der Moderne. Deswegen basiert auch die rhetorische Strategie, Antizionismus sei kein Antisemitismus, auf einer doppelten Lüge: Der Lüge, die einerseits die impliziten und expliziten Motive des gegen Israel gerichteten Antizionismus unsichtbar machen möchte, um so Antisemitismus als legitim erscheinen zu lassen; die andererseits aber eben auch jenseits dieser tiefen antisemitischen Fundierung in ihrer gesamten Projektionsorientierung auf Israel als modernen Staat und pluralistische Gesellschaft genuin antisemitisch agiert.“ Des Weiteren stellt er fest: „[N]ur wer wieder und wieder nach Leitplanken suchen muss, um seine eigenen Stellungnahmen zu Israel gegen Antisemitismus (präventiv) abzusichern, ahnt unbewusst, dass es sich offenbar eben nicht um Israelkritik, sondern um antisemitische Ressentiments handelt […].“
Der US-amerikanische Judaist und Literaturwissenschaftler Alvin H. Rosenfeld stellt fest: „[U]nter der trügerischen Bezeichnung ‚Israelkritik‘ vereinen sich narzisstische Selbstbestätigung, tugendwächterische Selbstgerechtigkeit und eine gehörige Portion zum Holocaust in Beziehung gesetzter Schuldzuweisungen zu einer immer beliebteren, regenerierten Form des Antizionismus. In seinem Kern verkörpert dieser Antizionismus eine ganz bestimmte persönliche Sehnsucht und einen spezifischen politischen Wunsch.“ Laut Rosenfeld ist das häufig der „Wunsch nach einem Tod Israels“.
Für den Erziehungswissenschaftler Micha Brumlik bezieht sich das antisemitische Ressentiment immer mehr auf eine „angeblich aufgeklärte ‚Israelkritik‘“. Diese Form der sogenannten Israelkritik bilde „die Motive eines politisch in Grenzen noch akzeptablen Antizionismus zu einer antisemitischen Welterklärungs- und Erlösungsstrategie [um], etwa derart, dass wenn Israel von der Landkarte verschwände oder den Palästinenser_innen Gerechtigkeit widerführe, der Frieden im Nahen Osten gesichert und damit auch die Lage muslimischer Immigrant_innen im Westen deutlich verbessert würde“.
Sandra Rokahr zufolge werden „gegenwärtig über Israelkritik beziehungsweise Antizionismus mittels scheinrationaler Argumente judenfeindliche Stereotype auf Israel projiziert, mit sozial akzeptierten Werten verbalisiert und verbreitet“.
Der Journalist Alan Posener argumentiert: „Hätte es bereits 1933 einen jüdischen Staat gegeben, hätten mehr Juden dem Holocaust durch Flucht entkommen können. [...] Sich dafür einzusetzen, dass diese Zuflucht verschwindet, wie es der Antizionismus tut; dass Juden wie vor 1948 abhängig sein sollen von der Gnade oder Ungnade der Mehrheitsbevölkerung in anderen Staaten: Das ist Antisemitismus.“
Laut der Rabbinerin Delphine Horvilleur zeigen „einzelne Motive der obsessiven Israelkritik starke Anklänge an den traditionellen Diskurs der Antisemiten“. Zudem stellt sie fest, dass die „gegen die Juden erhobenen Anklagen […] häufig in irgendeiner Form auf die Geschichte der Anklagenden“ antworten würden: „Die antisemitische Rhetorik in Frankreich und Großbritannien macht Israel zu einem kolonialistischen Unternehmen; in den Vereinigten Staaten hallt der Vorwurf des rassistischen Staates nach, und in Südafrika denkt man an die Apartheid: Die antizionistische Kritik trägt allenthalben autobiografische Züge.“
Der Historiker Georg Kreis betont, dass nicht jede Kritik am und Ablehnung des Zionismus, nicht einmal der „geronnene Antizionismus“ mit Antisemitismus gleichgesetzt werden könne. Jedoch gebe es einen „versteckten Antisemitismus“, „der sich in Form des Antizionismus präsentiert“.
Nach dem aus Tunesien stammenden Linguisten und Psychoanalytiker Georges-Elia Sarfati beherrscht die Gleichung „Zionismus ist gleich Nationalsozialismus“ den antizionistischen Diskurs. Eine der thematischen Matrizen des Antizionismus bestehe darin, historische Fakten unter Verwendung bereits bekannter Terminologie zu invertieren. So werde aus dem Holocaust etwa gefolgert, Israel habe ihn erfunden, um daraus Vorteile zu ziehen.
Für den Politologen Lars Rensmann sind Antisemitismus und Antizionismus „keinesfalls ‚grundsätzlich‘ verschieden“; im Gegenteil habe die „innige Verschränkung von Antizionismus, als spezifische Ideologie der grundsätzlichen Negation jüdischer kollektiver Selbstbestimmung und als Feindschaft gegen Israel, und Antisemitismus [...] seither weiter zugenommen“.
Laut dem Historiker Jeffrey Herf erlangte der „als Antizionismus verkleidete Antisemitismus [...] eine gewisse intellektuelle Seriosität“. Weiter schreibt er, die „Verschmelzung von Antisemitismus und Antizionismus, vor vielen Jahrzehnten in den Diskurs der westdeutschen und der globalen Linken eingeführt“, sei „bis heute eines ihrer hervorstechenden und allzu oft bestimmenden Merkmale“.
Die Antisemitismusforscherin Monika Schwarz-Friesel betont, „dass Israel-Hass – als Weltanschauung – kontinuierlich auch ohne Krisen, Kriege und Siedlungsbauten artikuliert wurde und wird“. Der jüdische Staat werde „[s]eit seiner Gründung gehasst, weil er existiert, nicht weil er etwas tut oder nicht tut“. Sie bezeichnet es als „Israelisierung des Antisemitismus“, wenn „klassische Stereotype (wie Kindermörder, Landräuber, Völkerzerstörer) zeitgemäß angepasst auf Israel projiziert werden“. Das „viel beschworene Kritiktabu“ sei „eine krude Kopfgeburt“, denn kein Land der Erde werde so häufig kritisiert wie Israel und es würden auch „legitime Kritik und Antisemitismus [...] selbstverständlich nicht gleichgesetzt“.

### Standpunkt 2: Es gibt keine regelmäßige Verbindung zwischen Antizionismus und Antisemitismus
Andere Wissenschaftler und Experten sind nicht der Ansicht, dass Antizionismus und Antisemitismus notwendigerweise oder regelmäßig miteinander verbunden sind, und zwar dann, wenn es sich um Kritik an der Politik Israels (sog. Israelkritik) handelt.
Der Politikwissenschaftler Peter Beattie stellt in einem analytischen Überblick über die Fachliteratur, in der anhand von Umfragedaten in mehreren Ländern der mögliche Zusammenhang zwischen Israelkritik und Antisemitismus untersucht wurde, keinen notwendigen empirischen Zusammenhang fest und warnt davor, die Behauptung eines solchen angeborenen Zusammenhangs sei verleumderisch. Er kommt zu dem Schluss, dass die meisten, die die israelische Politik kritisieren, keine Antisemiten sind. Seiner Meinung nach vertritt nur ein Bruchteil der US-Bevölkerung antisemitische Ansichten, und obwohl dieser Bruchteil unter den Kritikern Israels überrepräsentiert ist, deuten empirische Untersuchungen darauf hin, dass sie nur einen kleinen Teil ausmachen. Beattie argumentiert, dass unzutreffende Antisemitismusvorwürfe nicht nur Verleumdung sind, sondern drohen, den Begriff des Antisemitismus selbst zu entwerten und seine Verbindung zu einer sehr realen und gefährlichen Form von Vorurteil zu schwächen.
Der deutsche Soziologe Werner Bergmann kam in seiner Analyse empirischer Umfragedaten für Deutschland zu dem Schluss, dass sich die Ansichten israelkritischer Befragter aus dem rechten Spektrum mit denen des klassischen Antisemitismus überschneiden, während die Kritik der Befragten aus dem linken Spektrum an Israel nicht in Kritik an Juden übergeht.
Antony Lerman, der ehemalige Direktor des „Institute for Jewish Policy Research“ (London, Großbritannien), behauptet, dass das Argument, Antizionismus sei gleich Antisemitismus, dem Wort Antisemitismus jede sinnvolle Bedeutung entziehe. Nach Lermans Ansicht genügt es, diesem Argument zufolge, eine Meinung zu vertreten, die von der Kritik an der Politik der gegenwärtigen israelischen Regierung bis hin zur Leugnung des Existenzrechts Israels als Staat reicht, um als Antisemit zu gelten, ohne dass man sich zu den Dingen bekennen müsse, die Historiker traditionell für eine antisemitische Weltanschauung halten: Hass auf Juden an sich, Glaube an eine weltweite jüdische Verschwörung, Glaube, dass Juden den Kommunismus hervorgebracht haben und den Kapitalismus kontrollieren, Glaube, dass Juden rassisch minderwertig sind, und so weiter. Lerman kommt zu dem Schluss, dass Kritik an israelischen Regierungen darüber hinaus zwar theoretisch legitim, praktisch aber verboten sei.

## Jüdischer Antizionismus

### Liberales und säkulares Judentum
Viele Juden lehnten den im 19. Jahrhundert entstandenen politischen Zionismus ab, da er ihren Zielen der Emanzipation, innerstaatlichen Gleichberechtigung, Assimilation und sozialen Integration in die Zivilgesellschaften der Länder, in denen sie lebten, widersprach, und kritisierten die vorgebliche Übereinstimmung der Ziele von Zionisten und Antisemiten.
Liberale Juden sahen sich als Bürger ihrer Nationalstaaten mit gleichberechtigter Konfession, vergleichbar mit Protestanten und Katholiken. Sie strebten nach voller Anerkennung in den vom Christentum dominierten Gesellschaften und zeichneten sich oft durch besonderen Patriotismus aus. Im Krieg 1870/71 wird namentlich der noch nicht 16-jährige jüdische Schlosserlehrling Michael Stolzenberg († 1913) in Königsberg als jüngster Kriegsfreiwilliger 1932 durch die Jüdische Wochenschrift Die Wahrheit genannt.
Den zionistischen Standpunkt, dass Juden eine „Nation in den Nationen“ seien, den auch die Volkstums-Ideologen vertraten, um Juden auszugrenzen und ihnen die vollen Staatsbürgerrechte zu verweigern, lehnten sie ab, einer Ansiedelung armer osteuropäischer Juden in Palästina standen sie dagegen positiv gegenüber. Im Deutschen Reich wandte sich etwa der 1893 gegründete liberale Centralverein deutscher Staatsbürger jüdischen Glaubens (CV) dagegen, dass die Zionisten die Bindung an das Land Israel als Hauptkennzeichen des jüdischen Glaubens ansahen.

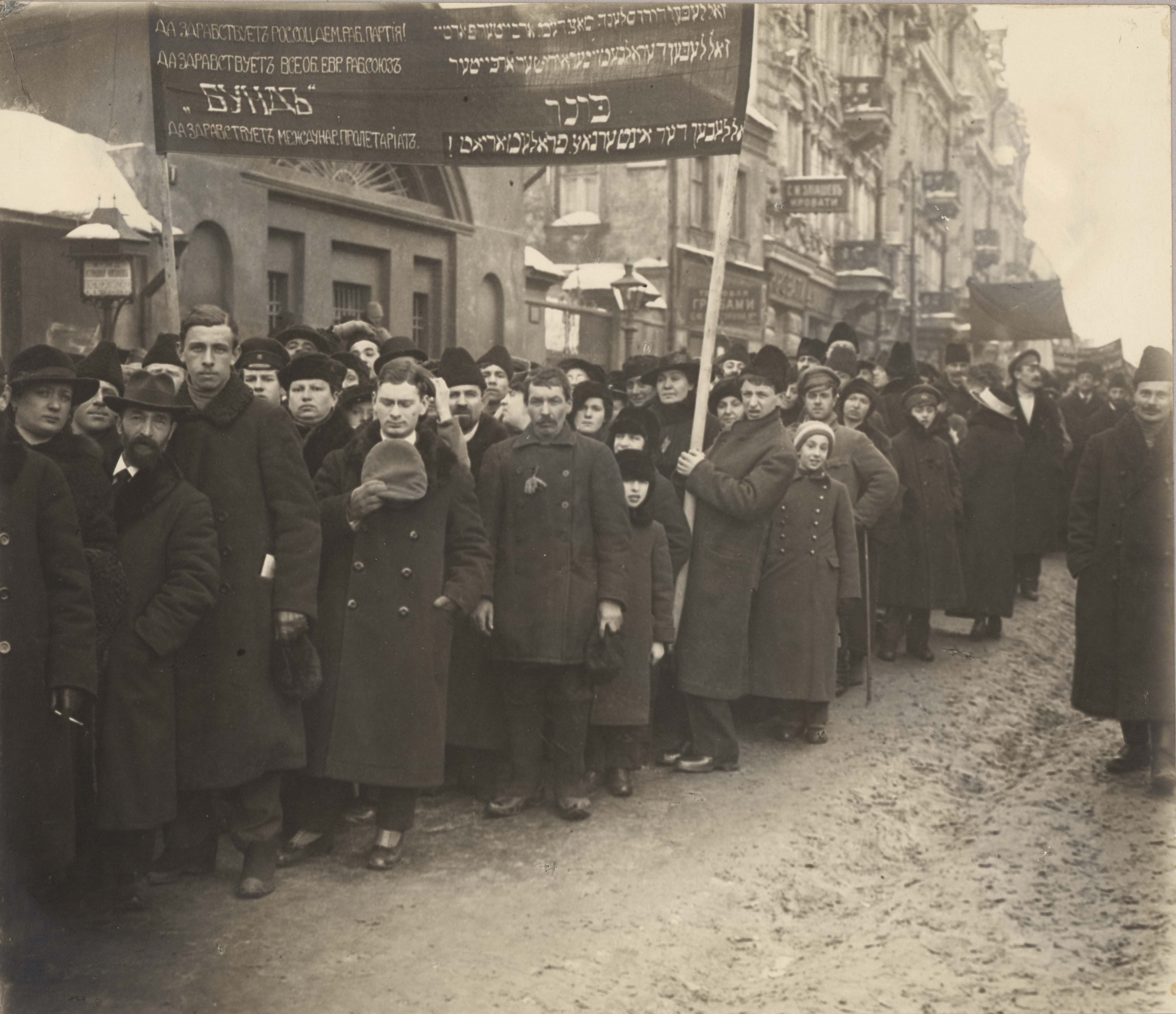
Umzug des Bunds 1917

Innerhalb der jüdischen Arbeiterschaft in Osteuropa war die größte und wichtigste antizionistische Organisation der 1897 in Wilna gegründete Allgemeine Jüdische Arbeiterbund, die größte und bestorganisierte jüdische Arbeiterorganisation der damaligen Zeit.
Namhafte Zionisten vertraten bis 1947 und darüber hinaus das Konzept eines binationalen Staates mit gleichen Rechten für in Palästina ansässige Araber und Juden. Teile der Linken innerhalb und außerhalb Israels befürworten auch heute einen binationalen Staat, ohne das Existenzrecht Israels in Frage zu stellen. Ein erklärter jüdischer Antizionist ist etwa Uri Davis, Mitglied der Fatah und des Palästinensischen Nationalrats (PNC).
Am 20. November 2018 appellierten 34 israelische Gelehrte (darunter David Harel, Eva Illouz, Paul Mendes-Flohr, Zeev Sternhell und Moshe Zuckermann) in einem offenen Brief an Europa bzw. an die österreichische Bundesregierung, Antizionismus nicht mit Antisemitismus gleichzusetzen, da dies Israel gegen Kritik immun mache.

### Orthodoxes Judentum
Das orthodoxe Judentum verurteilte mit Ausnahme der 1902 gegründeten nationalreligiösen Misrachi die Schaffung eines jüdischen Staates als Gotteslästerung und Bruch der Tora. Nur Gott könne die Juden aus der Diaspora befreien, worauf sie bis zur Ankunft des Messias zu warten hätten. Vertreten wurde diese Haltung von der 1912 in Kattowitz gegründeten Agudat Jisra’el, die, obwohl strikt antizionistisch, die Ansiedlung von jungen osteuropäischen Juden in Palästina förderte. Die Agudah ist bis heute weltweit tätig und tritt in Israel als politische Partei auf. Diese religiös begründete antizionistische Überzeugung vertreten die meisten ultraorthodoxen aschkenasischen jüdischen Religionsgemeinschaften, sowohl innerhalb wie außerhalb Israels. Aus denselben Gründen lehnt auch die ultraorthodoxe Bewegung Neturei Karta den Staat Israel ab.
Weiterhin hat das Publikationsteam der namhaften orthodox-jüdischen ArtScroll-Gebetbücher festgehalten, dass „die Gründung des weltlichen Staates Israel keine theologische Signifikanz“ hat.
Unter nicht-jüdischen Antizionisten werden Juden mitunter kategorisiert in Juden mit israelkritischen bzw. antizionistischen Positionen, die als „gute Juden“ gelten (häufig die oben erwähnte – insgesamt bedeutungslose – Gruppierung Neturei Karta), und in „böse“ Juden, die Israel und dessen vorgeblich „verbrecherische“ Politik verteidigen und die daher für den zunehmenden Antisemitismus mitverantwortlich gemacht werden.

## Arabisch-islamischer Antizionismus
Der arabische Antizionismus wurzelt unter anderem im Panarabismus, der vor und während des Ersten Weltkrieges gegen die osmanische Herrschaft, danach als Reaktion auf die durch Großbritannien erlaubte Besiedlung Palästinas gegen jüdische Siedler gerichtet war. Ein jüdischer Staat im Nahen Osten musste den Zielen des Panarabismus widersprechen, vom Atlantik bis zum Persischen Golf einen durchgängigen gemeinsamen Nationalstaat zu errichten.  Seit den 1940ern und besonders seit den 1950ern wurde von den arabischen Bevölkerungen die Gewinnung der gesamten von Israel beanspruchten Gebiete als panarabisches Ziel internalisiert. Vor allem in Ägypten wurde dieses Ziel als Teil der ägyptischen Sicherheitsdoktrin und Würde definiert. Folgerichtig bekämpften die arabischen Staaten den von den Vereinten Nationen anerkannten Staat Israel u. a. im Israelischen Unabhängigkeitskrieg (1947–1949). Gleichzeitig kam es zu der beinahe totalen Vertreibung und Flucht der Juden aus den arabischen Ländern. Von den fast 900.000 in arabischen Ländern vor 1948 lebenden Juden sind heute nur wenige Tausend übriggeblieben.
Der panarabische Antizionismus erreichte in den 1960ern seinen Höhepunkt unter dem ägyptischen Präsidenten Gamal Abdel Nasser, der in Ägypten selbst und in der Region beispiellose Popularitätswerte erreichte. Erst sein Nachfolger Anwar Sadat brach mit dieser Politik und schloss Frieden mit Israel. Seit 1993 erkennen die meisten Staaten der Arabischen Liga Israel jedoch de facto an und haben zum Teil diplomatische Beziehungen zu ihm aufgenommen. Doch gibt es in diesen Staaten oft starke nationalistische und islamistische Oppositionsgruppen wie die Muslimbruderschaften, die die Anerkennung Israels ablehnen und ihre Regierungen deshalb bekämpfen. Andere Staaten wie Syrien und der Iran nach der Islamischen Revolution haben Israel bis heute nicht anerkannt. Das iranische Regime versieht seine antizionistische Rhetorik regelmäßig mit eindeutigen antisemitischen Konnotationen und Bildern, sodass die „immer wieder behauptete Unterscheidung von Zionisten und Juden ad absurdum“ geführt wird.
Unter dem Einfluss von Nasser und im Zuge des verlorenen Sechstagekriegs von 1967 gründeten sich auch palästinensische antizionistische Gruppen, wie die Fatah (1964), die PFLP (1968) und die DFLP (1969), die sich der 1964 gegründeten PLO anschlossen. Der von der Fatah seit 1993 getragene Oslo-Prozess führte zu einer Spaltung der PLO, wobei sich PFLP und DFLP radikaleren, islamistischen Gruppen anschlossen, welche den teilweisen Verzicht auf bewaffneten Kampf ablehnen.
Auch der Panislamismus und andere islamistische Bewegungen für eine staatliche Einheit aller Muslime in einem Kalifat sind dem Zionismus ideologisch entgegengesetzt. Das historische Palästina, in dem Israel liegt, ist für Islamisten als Dār al-Islām rechtmäßiger und ewiger Besitz der Muslime. Die palästinensischen Terrororganisationen Hamas und der mit ihr im Kampf gegen Israel verbündete Islamische Dschihad in Palästina sowie die im Libanon agierende Terrororganisation Hisbollah streben offen die Zerstörung des Staates Israel an; finanziell, militärisch und ideologisch werden sie von den Regierungen Syriens und des Iran unterstützt. Andere militant-islamistische Terrororganisation, welche die Zerstörung Israels anstreben, sind Al-Qaida und der Islamische Staat im Irak und der Levante.
Der Antizionismus ist heute besonders in den islamischen Staaten und vielen Dritte-Welt-Staaten verbreitet und enthält oft Elemente des europäischen Antisemitismus. Dennoch gibt es kritische Gegenbewegungen im arabischen Raum. Sowohl Kurden im Nordirak als auch iranische Oppositionelle und Kommunisten sind oft prozionistisch eingestellt und stehen im Kampf gegen den Islamismus Seite an Seite.
Siehe auch: Antisemitismus nach 1945 – Arabische und islamische Staaten, Antijudaismus im Islam und auch Holocaustleugnung – Naher und Mittlerer Osten.

## Christlicher Antizionismus
Die europäischen Großkirchen und viele der Freikirchen vertraten bis 1945 fast durchgehend eine Substitutionstheologie, die die Enterbung des erwählten Gottesvolkes Israel und dessen Ersetzung durch die Kirche behauptete, weil Juden Jesus Christus als Messias mehrheitlich abgelehnt hatten. Die biblischen Land-, Volk- und Zukunftsverheißungen an Israel seien seit der Kreuzigung Jesu, an der die Juden kollektiv und ewig schuldig seien, auf die Kirche übergegangen. Eine nationale und territoriale Zukunft könne das Judentum deshalb nicht haben.
Auf dem Hintergrund dieses traditionellen Antijudaismus lehnte die römisch-katholische Kirche ebenso wie die meisten evangelischen Kirchen Europas den Zionismus und sein Ziel eines Judenstaates in Palästina von Beginn an als gegen den Willen Gottes gerichtetes säkulares Vorhaben ab. Theodor Herzl berichtete von einer Privataudienz bei Pius X. im Januar 1904, in der der Papst von der Besiedlung Palästinas Abstand nahm.
Erst mit dem Aufschwung nationaler und internationaler Missionsgesellschaften entstand der christliche Zionismus, der in der Umsiedlung der Diasporajuden nach Palästina eine mögliche „Lösung der Judenfrage“ sah. Auch er ging meist von antijudaistischen Prämissen einer Minderwertigkeit des Judentums aus.
Der christliche Antijudaismus wurde seit 1945 durch intensive Neubesinnung in der christlichen Theologie Europas und Nordamerikas allmählich zurückgedrängt, bestimmt aber weiterhin große Teile der kirchlich geprägten Bevölkerungen dieser Regionen. Seit 1993 erkennt der Vatikan das Existenzrecht Israels an und hat diplomatische Beziehungen zu ihm aufgenommen. In den Kirchen arabischer und fernöstlicher Staaten gibt es weiterhin starke antizionistische Strömungen.
In Deutschland wurden einerseits seit dem Rheinischen Synodalbeschluss von 1980 zahlreiche antijudaistische Formulierungen aus dem amtskirchlichen Sprachgebrauch getilgt, andererseits publizierte 2011 die Monatszeitschrift Deutsches Pfarrerblatt des Verbands evangelischer Pfarrerinnen und Pfarrer in Deutschland den Aufsatz Vom Nationalgott Jahwe zum Herrn der Welt und aller Völker – Der Israel-Palästina-Konflikt und die Befreiung der Theologie des Theologen Jochen Vollmer, der wegen seines antizionistischen Inhalts Proteste erntete. Das Pfarrerblatt verwies in seiner folgenden Ausgabe sowohl auf seine Rolle als „offenes und freies Forum“ als auch auf landeskirchliche und EKD-Synodenbeschlüsse, die der Ansicht Vollmers widersprechen.

## Rechtsextremer Antizionismus

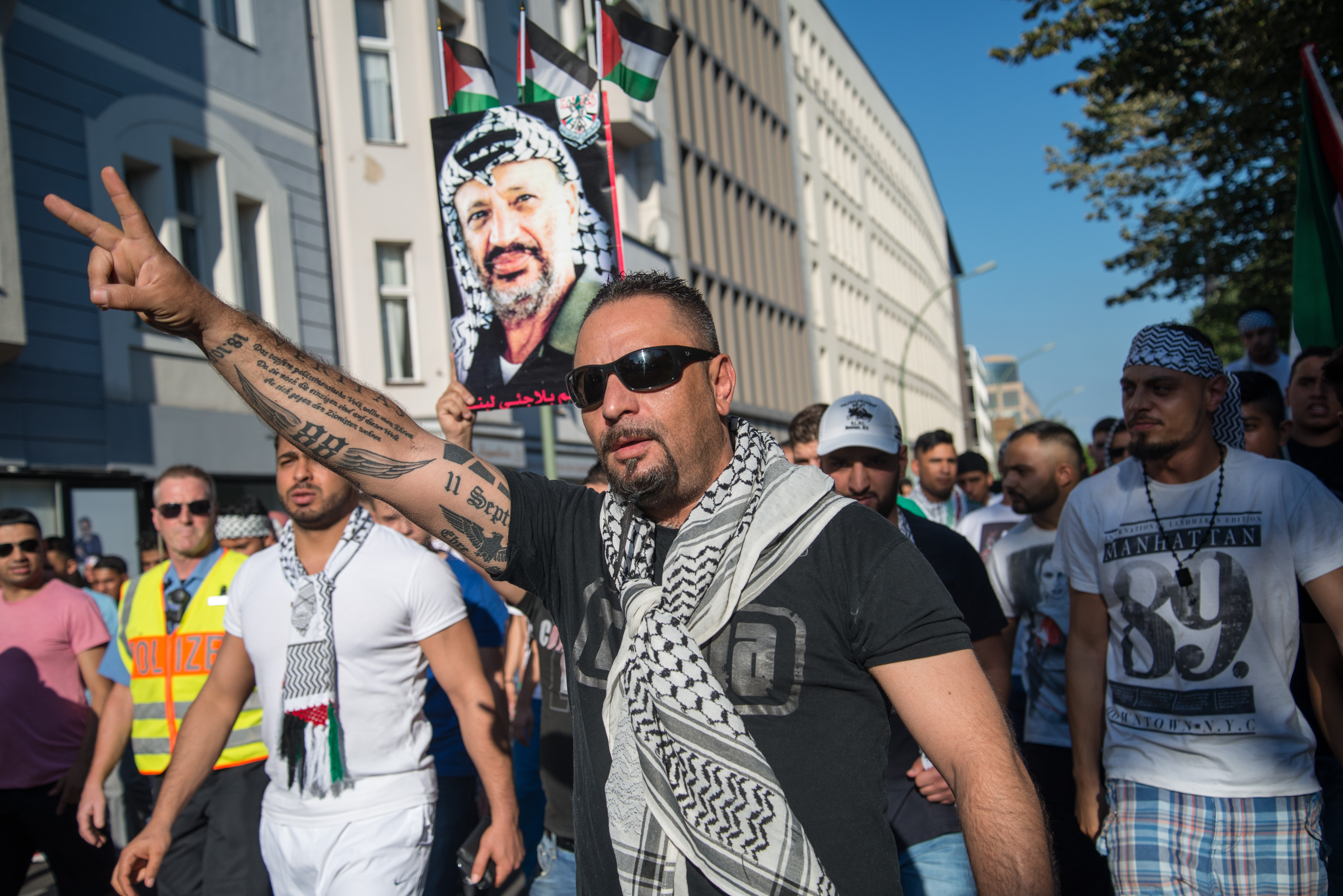
Demonstration in Berlin am 17. Juli 2014: Beim Teilnehmer mit Kufiya im Vordergrund ist auf dem Unterarm die von Schwingen umrahmte Zahl achtundachtzig eintätowiert, ein Nazi-Zahlencode für den Hitlergruß, darüber der auf ein Hassgesang-Stück zurückgehende Spruch „Das tapfere palästinensische Volk sollte man ehren / Da sie noch die einzigen sind auf dieser Welt / die sich gegen den Zionisten wehren.“

Im europäischen Rechtsextremismus spielt seit jeher der Antisemitismus eine große Rolle. Aufbauend auf Verschwörungstheorien, die die Juden für verschiedene nationale und weltweite Missstände verantwortlich machen, bezeichnen rechtsextreme Gruppierungen und Parteien wie die deutsche NPD Israel immer wieder als einen Staat, der – zusammen mit den angeblich von Juden kontrollierten USA – die Welt versklaven wolle. Da das Aufrufen zur Vernichtung eines Staates oder einer Volksgruppe in Europa verboten ist, versuchen Rechtsextremisten dies zu implizieren. Mit Fragen wie „Wer stoppt Israel?“ veröffentlichten 2006 mehrere rechtsextreme Parteien und Gruppierungen Pamphlete und Schriften, die Israel (und den USA) vorwarfen, der „Aggressor Nr. 1“ zu sein und eine systematische Ausrottung der arabischen Bevölkerung zu betreiben. Gleichzeitig gefällt man sich in der Opferrolle einer angeblich „jüdisch bedingten, medialen Meinungsdiktatur“. „Kritik an Israel“ sei in Deutschland „unter Strafe verboten“. Die „Kritik“ der NPD an Israel besteht in der Regel aus diffamierenden Phrasen: So wurde der NPD-Bundesvorsitzende Udo Voigt im Juli 2006 wegen Volksverhetzung festgenommen, nachdem er auf einer Anti-Israel-Demo gemeinsam mit etwa 50 Neonazis „Israel – Internationale Völkermordzentrale“ skandiert hatte. Auch andere rechtsextreme Parteien in Deutschland machen von antizionistischen Parolen Gebrauch: Beispielsweise warb die rechtsextreme Kleinpartei Die Rechte im Vorfeld der Europawahl 2019 mit dem Slogan „Zionismus stoppen: Israel ist unser Unglück! Schluss damit!“ Plakate mit diesem Slogan sorgten anschließend für Kontroversen. Die neonazistische Kleinpartei Der III. Weg verwendet in ihrer Propaganda Begriffe wie „Mörder und Terrorbomber aus dem zionistischen Gebilde“, dämonisiert Israel u. a. als „Raubstaat“ und ruft (in Anlehnung an die nationalsozialistische Aktion des Judenboykotts 1933) zu einem Boykott israelischer Waren auf.
Der neonazistische Antizionismus manifestierte sich in den 1980er und 1990er Jahren u. a. in der von Michael Kühnen und Ingrid Weckert in München ins Leben gerufenen Antizionistischen Aktion. Ein in diesem Kontext in rechtsextremistisch-antisemitischen Kreisen verwendetes politisches Schlagwort ist ZOG, das für Zionist Occupied Government steht. Auch die Begriffe „Israhell“ bzw. „IsraHölle“ werden benutzt.

## Antizionismus in den Vereinten Nationen
Die Vereinten Nationen werden häufig für antizionistische Resolutionen kritisiert. Nach dem Sechstagekrieg erreichte die Arabische Liga bei der UNO einige antiisraelische Resolutionen, die von einer Staatenmehrheit befürwortet wurden. 1975 verabschiedete die UNO-Vollversammlung die UN-Resolution 3379, die Zionismus als eine Form des Rassismus verurteilte und alle Staaten aufrief, ihn zu bekämpfen. 72 Staaten, darunter alle Ostblockstaaten, alle islamischen Staaten und die meisten blockfreien Staaten stimmten für die Resolution, 35 Staaten stimmten dagegen, 32 enthielten sich der Stimme. Ende 1991 wurde die umstrittene Resolution von der UNO-Generalversammlung mit 111 zu 25 Stimmen bei 13 Enthaltungen zurückgenommen (Resolution 46/86). 1998 bezeichnete UNO-Generalsekretär Kofi Annan die Annahme der Resolution 3379 als einen „Tiefpunkt“ in der Geschichte der Vereinten Nationen.
Bei der dritten Weltrassismuskonferenz der UNO in Durban, Südafrika, vom 31. August bis 8. September 2001 versuchten die arabischen und islamischen Staaten, Zionismus erneut als Rassismus anzuprangern. Nach dem vorübergehenden Auszug der Vertreter Israels und der USA kam eine gemeinsame Abschlusserklärung zustande, die diese Verurteilung vermied, aber dem Nahostkonflikt unter dem Thema Rassismus eine eigene Passage widmete. Syriens Versuch, statt Zionismus Kolonialismus mit Rassismus gleichzusetzen, wurde abgelehnt.

## Antizionismus in sozialistischen Staaten
Die Sowjetunion gehörte nach dem Zweiten Weltkrieg zunächst zu den stärksten Befürwortern des UNO-Teilungsplans für Palästina, also der Gründung Israels und eines davon getrennten arabischen Staates. Die politische Führung in Moskau hielt den neuen Staat für einen potentiellen Verbündeten aufgrund der sozialistischen Ausrichtung der führenden Kräfte innerhalb des Zionismus und des Einflusses der Arbeiterbewegung. Begründet hat die Sowjetunion ihre damals pro-zionistische Haltung mit dem Massenmord der Nazis an den Juden. So erinnerte der damalige sowjetische UNO-Botschafter Andrei Gromyko am 14. Mai 1947 vor der UNO an den Holocaust und die Leiden der ihn überlebenden Juden. Dass kein europäischer Staat die Juden vor den Nationalsozialisten habe schützen können und wollen, gebe ihnen alles Recht auf einen eigenen Staat. Im November ergänzte er, dass der UN-Teilungsplan für Palästina auch im Interesse der arabischen Palästinenser sei. Sofort nach seiner Staatsgründung 1948 erkannte die Sowjetunion den Staat Israel an. Ihr folgten die Staaten des damaligen Ostblocks und die Volksrepublik Rumänien.
Fast zeitgleich verschlechterten sich jedoch die Lebensbedingungen der Juden im Ostblock, insbesondere durch die Stalinschen Säuberungen, in denen von 1948 bis 1953 antisemitische Motive aufgegriffen wurden. Verschwörungstheorien verbreiteten etwa die Idee einer zionistischen „Ärzteverschwörung“ mit amerikanischer und israelischer Geheimdienstbeteiligung, und viele sowjetische Juden wurden als „wurzellose Kosmopoliten“ bezeichnet, wobei in Schauprozessen wie dem Slánský-Prozess 1952 in der Tschechoslowakei den Angeklagten unter anderem auch Zionismus („bourgeoiser Nationalismus“) vorgeworfen wurde. Bereits 1950 erfolgte eine Annäherung Israels an die Vereinigten Staaten, die dem UNO-Teilungsplan anders als die Sowjetunion zunächst zurückhaltend gegenübergestanden hatten; die Sowjetunion sah darin eine Bedrohung ihrer Sicherheit durch „Zionisten“ innerhalb der UdSSR.
1971 erklärte das Zentralkomitee der KPdSU, Zionismus sei, anders als die Zionisten es darstellten, durchaus nicht die nationale Strömung der Juden, sondern eine „klassenkämpferische Kraft, die den Interessen aller Werktätigen entgegensteht“. Im Jahre 1983 stellte sich in Moskau das Antizionistische Komitee der sowjetischen Öffentlichkeit vor. Der Zionismus sei eine „gefährliche Abart der bürgerlichen Ideologie“ und ein Instrument der Bourgeoisie, weil sie den „Anspruch der nationalen Exklusivität, des auserwählten Volkes“ beinhalte. Seit dem Einmarsch Israels in den Libanon 1982 sei überdies deutlich geworden, dass der Zionismus „die Ideen und Methoden des Hitlerfaschismus wiederbelebt“ und seine angeblichen Verbrechen denen der Nationalsozialisten und Faschisten glichen.
In Staaten wie der Volksrepublik Polen sahen sich Politiker jüdischer Herkunft wie Jakub Berman veranlasst, vehement Stellung gegen den Zionismus zu beziehen und dadurch der Sowjetunion ihre Loyalität zu zeigen. Seit der Sueskrise 1956, auf dem Höhepunkt der Entstalinisierung, ordnete die KPdSU den Zionismus als eine Form von bourgeoisem Nationalismus ein und bekämpfte ihn, indem sie die arabischen Staaten der Region – besonders Ägypten unter Gamal Abdel Nasser – ideologisch und militärisch gegen Israel unterstützte.
In der Tschechoslowakei wurde nach anfänglicher Unterstützung des Staates Israel eine Kampagne gegen jüdische Kommunisten lanciert, denen unter anderem vorgeworfen wurde, „zionistische Agenten“ zu sein. Rudolf Slánský bekannte sich in seinem erzwungenen Geständnis schuldig, „ein zionistischer Verräter und Lump und ein Agent des amerikanischen Nachrichtendienstes zu sein“.
Auch die DDR war offen antizionistisch eingestellt, der Zionismus wurde als den Interessen des „US-Imperialismus“ und der „jüdischen Kapitalisten“ dienend gebrandmarkt. Ende 1952 kam es als Folge des Slánský-Prozesses zu Verhören und Parteiausschlüssen von Juden, die aus dem westlichen Exil in die DDR zurückgekehrt waren. Paul Merker, der kein Jude war, wurde als „zionistischer Agent“ verurteilt, „der die Entschädigung der jüdischen Vermögen nur forderte, um dem USA-Finanzkapital das Eindringen in Deutschland zu ermöglichen.“ Der SED-Politiker Hermann Matern prangerte in dem 1952 veröffentlichten Papier Lehren aus dem Prozeß  gegen das Verschwörerzentrum Slansky eine „verbrecherische Tätigkeit der zionistischen Organisationen“ an. Diese hätten, zusammen mit „amerikanischen Agenten“, die Zerstörung der „volksdemokratischen Länder“ in Osteuropa geplant. Vorbeugend gegen Antisemitismusvorwürfe schrieb er, es sei „eine Methode dieser Verbrecher“ gewesen, „wachsame, fortschrittliche Genossen durch die Bezichtigung des Antisemitismus zu diskreditieren“. Der Zionismus diene „ausschließlich“ den Interessen des „USA-Imperialismus“ und denen „der jüdischen Kapitalisten“. Vor allem nach dem Sechstagekrieg, der in der Aktuellen Kamera als „imperialistisch-jüdische Verschwörung“ gebrandmarkt wurde, kam es in den Medien zu anti-israelischer Propaganda. Mit Hilfe von in der Tradition judenfeindlicher Klischees stehenden Begriffen („Kindermörder“) wurde auch Kindern und Jugendlichen das Bild des „israelisch-imperialistischen Aggressors“ vermittelt und eine antiimperialistische pro-palästinensische Solidarität eingefordert.

## Antizionismus unter Linken in der Bundesrepublik
In den 1950er und 1960er Jahren gab es unter Linken in der Bundesrepublik eine starke Solidarität mit Israel, die auch als Opposition gegen den Antisemitismus der Elterngeneration verstanden werden kann. Dies änderte sich mit dem Sechstagekrieg 1967, in dem die USA Israel massiv unterstützt hatten: Nun wurde Israel von den Linken als Teil des Westens und des US-Imperialismus wahrgenommen, umso mehr als der Springer-Verlag sich eindeutig proisraelisch zeigte: Dann müsse man als Linker dagegen sein, glaubten viele. Der Journalist Timo Stein spricht in seiner als Buch veröffentlichten Abschlussarbeit von einer regelrechten „antizionistischen Wende“, die der Krieg unter westdeutschen Linken auslöste.
Eine Reihe von linken Gruppen in Westdeutschland verknüpfte Solidarität mit den Palästinensern mit einer Gegnerschaft zu Israel. Dieses betrachteten sie nun als Statthalter und Brückenkopf des US-Imperialismus im Nahen Osten. Damit ordneten sie den Nahostkonflikt in ihr Weltbild vom Antagonismus eines von den USA geführten Kapitalismus auf der einen und der um Befreiung kämpfenden Völker der Dritten Welt auf der anderen Seite ein. Die Übergänge dieser als „Antizionismus“ ausgegebenen Politik zu manifestem Antisemitismus waren fließend.
In den 1970er Jahren führte der Umgang mit dem Nahostkonflikt, wie die enge Kooperation zwischen deutschen Linksextremisten und der PLO, zu Auseinandersetzungen um Antizionismus und offenen Antisemitismus in der Linken allgemein. Bereits 1969, am 31. Jahrestag der Novemberpogrome, hatte die militante Gruppe Tupamaros West-Berlin eine Brandbombe im jüdischen Gemeindehaus in Berlin deponiert und mehrere jüdische Mahnmale beschmiert. Durch die Geiselnahme von München 1972, den Jom-Kippur-Krieg 1973, die Operation Entebbe 1976 und die Entführung des Flugzeugs „Landshut“ 1977 bekam diese Thematik auch vielfältige Bezüge zu Westdeutschland. Beim Theaterskandal um das Stück Der Müll, die Stadt und der Tod kulminierte 1985 die Auseinandersetzung in der Frankfurter linken Szene.
Hans-Joachim Klein, der noch 1975 als Mitglied der Revolutionären Zellen (RZ) an der OPEC-Geiselnahme in Wien beteiligt gewesen war, hatte sich danach von den RZ distanziert und vor geplanten antisemitisch motivierten Anschlägen gewarnt. Die RZ sprachen in Bekennerschreiben 1978/79 vom „faschistischen Genozid am palästinensischen Volk“ und vom „Holocaust an den Palästinensern“. Sie nannten als künftige Anschlagsziele in Deutschland unter anderem die Jewish Agency.
2004 wurde der „Antisemitismus der Linken“ in einer Konferenz der Hans-Böckler-Stiftung rückblickend thematisiert.
Die Partei Die Linke erkennt das Existenzrecht Israels an. Allerdings werden in den Medien immer wieder antisemitische und antizionistische Neigungen in der Partei bzw. bei einzelnen Mitgliedern thematisiert. Der Politologe Samuel Salzborn und der Historiker Sebastian Voigt beschrieben 2011 in einem Aufsatz israelfeindliche und antisemitische Tendenzen in der Partei. Die sogenannte „Toilettenaffäre“ erregte 2014 auch internationale Aufmerksamkeit.
Die 2005 gegründete Bewegung Boycott, Divestment and Sanctions gilt als antizionistisch. Am 7. Mai 2019 verurteilte der Deutsche Bundestag ihre Argumentationsmuster und Methoden mehrheitlich als antisemitisch.
Auch heute positionieren sich viele Linksextremisten israelfeindlich und sehen antisemitische Bewegungen aus dem Nahen Osten, wie arabisch-säkulare Nationalisten oder terroristische Organisationen wie Hamas oder Hisbollah, als Bündnispartner im „anti-imperialistischen“ Kampf an. Ein zentrales Argument bildet dabei die Behauptung, der Zionismus sei ein koloniales Projekt, das vom britischen Imperialismus befördert worden sei. Damit wird nicht nur die Legitimität des Staates Israel in Abrede gestellt, sondern auch suggeriert, dass er in naher Zukunft verschwinden werde, wie es fast alle Kolonien in der Dritten Welt bereits getan haben. Als Reaktion auf antiimperialistisch-antizionistische Positionen innerhalb der deutschen Linken bildete sich die Strömung der Antideutschen.
Nach dem Terrorangriff der Hamas auf Israel vom 7. Oktober 2023 und dem Beginn des Israel-Gaza-Krieges reagierten sowohl linke als auch rechte politische Gruppen mit starker Kritik gegenüber dem israelischen Staat. Die Gründe für anti-israelische Einstellungen unterscheiden sich jedoch zwischen extrem linken und extrem rechten Gruppierungen. Auf der politischen Linken wird die Haltung gegenüber Israel oft durch antikapitalistische und antikoloniale Ideologien beeinflusst. Nach den Angriffen vom 7. Oktober sehen viele Israel und teils auch die jüdische Gemeinschaft als Symbol eines unterdrückenden kolonialen Systems, in dem die Palästinenser die unterdrückte Minderheit darstellen. Führungspersönlichkeiten und Eliten, die mit der Linken assoziiert werden, äußern sich daher kritisch gegenüber Israels politischem und militärischem Vorgehen gegen die Palästinenser. Die Psychologen Hannes Zacher und Meir Shemla vermuten, dass durch die Massaker des 7. Oktobers sich die anti-Israel-Einstellungen auf beiden politischen Polen verstärkt haben könnten.
Zacher und Shemla führten nach dem 7. Oktober 2023 eine Studie mit erwerbstätigen deutschen Erwachsenen durch, um diese Vermutungen zu untersuchen. Die Ergebnisse der Studie deuteten darauf hin, dass Linke und Rechte sich in ihren eher negativen Einstellungen gegenüber Israel ähneln. Die Einstellungen wurden zudem auf beiden Seiten des politischen Spektrums über den Zeitraum zwischen Oktober 2023 und Mai 2024 negativer. Die Resultate der Studie stehen somit in Einklang mit der Hufeisentheorie, die besagt, dass die Einstellungen von Personen am linken und rechten Ende des politischen Spektrums oftmals konvergieren. Es gilt jedoch zu beachten, dass die Studie an einer nicht-repräsentativen Stichprobe durchgeführt worden ist und somit die Ergebnisse nicht auf die gesamte deutsche Population generalisiert werden sollen. Des Weiteren stellt sich aufgrund des verwendeten Messinstruments die Frage, inwiefern in der Studie tatsächlich reine Einstellungen zu Israel erfasst wurden. Der Fragebogen enthielt beispielsweise das Item: "Palestinian suicide bombers kill far more Israeli civilians than Israelis kill Palestinian civilians" (Deutsch: Palästinensische Selbstmordattentäter töten weit mehr israelische Zivilisten, als Israelis palästinensische Zivilisten töten). Bei dieser Frage ist unklar, ob tatsächlich eine Einstellung gegenüber Israel erfasst wird oder vielmehr das Wissen der Studienteilnehmenden über die militärische Situation Israels und das Kriegsgeschehen.

## Antizionismus in Österreich
In Österreich wurde die antizionistische Szene vermehrt nach dem Terrorangriff der Hamas auf Israel 2023 sichtbar. Bei Demonstrationen kam es immer wieder zu antisemitischen sowie antiamerikanischen und islamistischen Parolen, wobei das Massaker der Terroristen vom 7. Oktober als „kräftiger Akt des palästinensischen Widerstandes“ umgedeutet wurde. 2024 sorgte ein „Palästina Kongress“ in Wien am Wochenende vor dem Jahrestag des Terrorangriffs für Aufregung, der von der Israelitischen Kultusgemeinde als „unerträgliche Provokation“ bezeichnet wurde. Dabei waren unter anderem Mitglieder der KPÖ, der Liste Gaza, der Gruppe Dar al Janub und der Antiimperialistischen Koordination, die vom Dokumentationsarchiv des österreichischen Widerstandes als antisemitisch eingestuft wird. Die Liste Gaza hatte auf X für Aufregung gesorgt, da sie dort im Zusammenhang mit dem Überfall der Hamas von „Vergewaltigungslüge“ schrieb. Sie stellte in Abrede, dass bei dem Angriff der Hamas Frauen sexuell missbraucht wurden, und verbreitete damit antisemitische Hamas-Narrative. Auch einigen anderen Kongress-Teilnehmenden wurde vorgeworfen, mit Doppelstandards, seltsamen Vergleichen und antisemitischen Verschwörungsmythen Stimmung gegen Israel zu machen. Unter anderem nahm der griechische Ex-Finanzminister Yanis Varoufakis teil, gegen den anlässlich eines ähnlichen Kongresses in Berlin ein Einreiseverbot verhängt wurde aufgrund seiner relativierenden Haltung zum Hamas-Massaker. Zudem war ein Mitglied der in Deutschland im vergangenen Jahr verbotenen Gruppierung „Palästina Solidarität Duisburg“ unter den Vortragenden. Die Gruppe verwendet laut Behörden „antisemitische Narrative“ und fordert die Vernichtung Israels.
In einem Profil-Artikel wurde die Nähe zu antisemitischen Positionen analysiert, wobei dies auf falsch verstandene postkoloniale Theorien und die Romantisierung des Globalen Südens zurückzuführen sei. Vor allem in der linken Szene folgen einige diesen Ansichten, darunter auch Teile der Sozialistischen Jugend Österreich (SJÖ), die Kommunistische Jugend Österreichs (KJÖ) oder die Gruppierung Der Funke (RKI). Als Hintergründe gelten oft Kapitalismuskritik, Antiimperialismus und Vergangenheitspolitik, wobei einige die antiisraelische BDS-Boykottbewegung offen unterstützen. Der BDS-Forderungskatalog läuft auf eine Abschaffung des jüdischen Staates hinaus.

## Kritik am Antizionismus
Mündlich bezeugt ist Martin Luther Kings Aussage, dass Frieden für Araber und Israelis eine wichtige Aufgabe sei und Israels Existenzrecht und territoriale Integrität gesichert werden müssen. Ein oft zitierter Brief an einen antizionistischen Freund dagegen ist unbelegt und wahrscheinlich gefälscht.
Jean Améry betrachtete den Antizionismus der Linken als banalen Antisemitismus. Er sagte 1969 öffentlich:

„Der Antisemitismus war einst der Sozialismus der dummen Kerle. Heute steht er im Begriff, ein integrierender Bestandteil des Sozialismus schlechthin zu werden, und so macht jeder Sozialist sich selber freien Willens zum dummen Kerl. Der Antisemitismus ist wieder ehrbar geworden, aber es gibt keinen ehrbaren Antisemitismus!“

Mit Berufung auf Hans Mayer wies er 1976 als Redner bei der Woche der Brüderlichkeit eine Unterscheidung zwischen Antisemitismus und Antizionismus als konstruiert zurück. Er forderte die Distanzierung vom Antizionismus als wesentliche Grundlage für eine Neudefinition der Linken ein. Améry war davon überzeugt, der Antisemitismus sei im Antiisraelismus oder Antizionismus „enthalten [...] wie das Gewitter in der Wolke“. Den Vertretern dieses Antizionismus sei eine „Indifferenz gegenüber jüdischem Katastrophengeschick“ gemeinsam.
1970 äußerte Heinz Galinski, der Vorsitzende der Jüdischen Gemeinde in West-Berlin, der Antizionismus, der „von Kreisen, die sich für sehr fortschrittlich halten“, ausgehe, habe „unabhängig davon, ob seine Verbreiter und Befürworter dies begreifen und beabsichtigen oder nicht, auch die Funktion, antijüdische Vorurteile wach zu erhalten“.
Der Literaturhistoriker Hans Mayer schrieb 1975 in seinem Hauptwerk „Außenseiter“:

„Wer den ‚Zionismus‘ angreift, aber beileibe nichts gegen ‚die Juden‘ sagen möchte, macht sich und anderen etwas vor. Der Staat Israel ist ein Judenstaat. Wer ihn zerstören möchte, erklärtermaßen oder durch eine Politik, die nichts anderes bewirken kann als solche Vernichtung, betreibt den Judenhaß von einst und von jeher.“

Der französische Philosoph Alain Finkielkraut schrieb 1982 im Zusammenhang der Reaktionen auf den ersten Libanonkrieg Israels:

„Der doktrinäre Antisemitismus hätte kaum fortbestehen können, ohne sich einen neuen Namen zu geben, aber das eben hat er getan. Und diese Ersetzung des Juden durch den Zionisten ist mehr als nur ein rhetorischer Kunstgriff. Was sich darin anzeigt, ist eine sehr bezeichnende Mutation des totalitären Denkens: Heutzutage werden keine Völker mehr verfolgt, sondern Ideologien, es gibt keine Untermenschen mehr, sondern nur noch Handlungen des Imperialismus.“

Henryk M. Broder gehört ebenso zu den Akteuren, die die Linke wegen antisemitischer Tendenzen kritisieren. Eine breitere Auseinandersetzung in der Linken fand erst später statt und führte unter anderem zur Entstehung der Antideutschen. Broders Buch Der ewige Antisemit von 1986 erweiterte seine Kritik auf Teile der deutschen Friedensbewegung und den Umgang vieler etablierter Medien mit dem Nahostkonflikt. Broder zufolge erfüllt Antizionismus heute dieselbe soziologische Funktion, die bis zum Holocaust der „ehrbare Antisemitismus“ erfüllt habe: Er gebe latenten Judenfeinden Gelegenheit, sich als Fürsprecher unterdrückter Minderheiten – der Palästinenser – darzustellen und damit ihre Judenfeindschaft offen auszuleben. Dabei spiele ein unbewusstes Bedürfnis nach Schuldverschiebung eine große Rolle. Indem Antizionisten sich rhetorisch für die „Opfer der Opfer“ einsetzten, setzten sie die Opfernachfahren des Holocaust mit dessen Tätern gleich, um so letztlich als Täternachfahren selbst die Opferrolle einzunehmen und sich von einer empfundenen Kollektivschuld am Holocaust zu entlasten. Dabei ersetzten sie alte antisemitische Klischees durch neue: Anstelle einer jüdischen Rasse bekämpften sie den jüdischen Nationalismus, um so den Staat Israel und damit die Hoffnung aller Juden auf geschützte Existenz nach dem Holocaust zu treffen.
Der Soziologe Thomas Haury sieht im linken Antizionismus das Bedürfnis nach eigener Entlastung durch „Belastung der Juden“, denn erkläre man „die Juden/Israelis zu den Nazis von heute und die Palästinenser zu den ‚Juden der Juden‘, ist dies eine Aufforderung, mit bestem linken Gewissen […] gegen den Staat der Juden die deutsche Vergangenheit zu bekämpfen.“
Samuel Salzborn und Marc Schwietring (2019) stellten mit Bezug auf die Möllemann-Affäre fest, dass die „immer wieder gestellte Frage, ob es nicht erlaubt sei, Kritik an Israel zu üben, […] damals genauso scheinheilig“ gewesen sei, wie sie es heute sei, denn Kritik an israelischer Politik sei in der Bundesrepublik „andauernd und offen geübt“ worden und werde es weiterhin. Die Fragestellung allein beinhalte „das antisemitische Motiv von der Allmacht und Weltverschwörung der Juden, von der ‚Auschwitz-Keule‘, die nach Lust und Laune benutzt werde“.
Der Deutsche Bundestag erklärte am 4. November 2008 aus Anlass des 70. Jahrestages der deutschen Novemberpogrome von 1938:

„Grund zur Sorge gibt, dass Antisemitismus in allen Schichten der Bevölkerung zu finden ist. Oft geht er mit Antiamerikanismus und Antizionismus einher. Die Solidarität mit Israel ist ein unaufgebbarer Teil der deutschen Staatsräson. Wer an Demonstrationen teilnimmt, bei denen Israelfahnen verbrannt und antisemitische Parolen gerufen werden, ist kein Partner im Kampf gegen den Antisemitismus. Die Solidarisierung mit terroristischen und antisemitischen Gruppen wie der Hamas und der Hisbollah sprengt den Rahmen zulässiger Kritik an der israelischen Politik.“

Allerdings warnte der Philosoph Slavoj Žižek im Januar 2020 davor, den aktuellen Antizionismus in allen Fällen für nichts anderes als eine versteckte Form des Antisemitismus zu halten. Es gebe derzeit eine globale Offensive, unter deren Opfern sich auch viele Juden befänden, die der israelischen Politik kritisch gegenüberstünden. Der Staat Israel begehe einen katastrophalen Fehler, indem er beschlossen habe, den sogenannten „alten“ (traditionell europäischen) Antisemitismus herunterzuspielen und sich stattdessen auf den „neuen“ und vorgeblich „progressiven“ Antisemitismus in der Maske der Kritik an seiner zionistischen Politik zu konzentrieren, während dieser „alte“ Antisemitismus zurückkehre. So seien beispielsweise christliche US-Fundamentalisten „sozusagen von Natur aus antisemitisch“, auch wenn sie „leidenschaftlich die zionistische Politik des Staates Israel unterstützen“. Auch Donald Trump habe genau dasselbe gemacht, als er „antisemitische Klischees benutzte, um Juden als geldgierig und als Israel gegenüber nicht loyal genug zu beschreiben.“ Alle übertreffe jedoch der Gründer und Vorsitzende der christlich-zionistischen Organisation „Christians United for Israel“ John Hagee, indem er „den Holocaust den Juden selbst angelastet“ und erklärt habe, Hitlers Verfolgung der europäischen Juden sei Teil eines „göttlichen Plans“ zur Gründung des Staates Israel gewesen.